# Hellgate: London
Hellgate: London é um jogo de ação RPG para computador atualmente em desenvolvimento pela Flagship Studios, fundada por vários artistas, empregados, fundadores e presidentes da Blizzard North. A distribuição será feita pela Eletronic Arts. Com perspectiva em primeira e terceira pessoa, o título se destaca por um cenário que mistura fantasia medieval em uma era tecnológica avançada. Com isso, o jogador pode desfrutar tanto de poderosas e imponentes espadas e machados, assim com armas de fogo diferenciadas.
História
O jogo se passa em Londres, no ano 2038 em um cenário pós-apocalíptico. De acordo com a lenda, quando os corvos se forem, a Torre de Londres ruirá e o desastre cairá sobre a cidade. Conforme o homem se torna mais e mais dependente da ciência, acreditando apenas no que ele pode explicar ou criar, o conhecimento e os rituais antigos se perdem no tempo. As profecias que resistiram como um aviso para as novas gerações eram vistas como tolices arcaicas ou superstições ignorantes. Então, quando os presságios do mal começaram a se manifestar, poucos viram e menos ainda foram aqueles que acreditaram. Quando os demônios finalmente chegaram, foram poucos os que ficaram no caminho deles

Gráficos
Os gráficos realmente impressionam, as criaturas são modeladas detalhadamente, assim como os personagens e o cenário do jogo que assim como pode ser deduzido em seu título, passa-se em Londres e é representado fielmente no game. Como se não bastasse,as armas bem escolhidas e os grandes efeitos e cores mostram porque Hellgate London é um dos grandes games de rpg de ação para computador.
Jogabilidade
Jogabilidade é um dos seus pontos fortes. Em Hellgate:London, você vê uma jogabilidade incrível e diversificada. Você pode escolher dois estilos, um em primeira pessoa e outro em terceira.No modo em primeira pessoa o jogo fica mais radical já em terceira pessoa o jogo lembra mais jogos como diablo no famoso estilo Hack'n'Slash.
Audio
O som é uma forte característica em Hellgate, se adaptando completamente ao estilo do jogo como as musicas de suspense ou o barulho dos monstros. Tanto o audio quanto a trilha sonora são de uma qualidade muito boa.
Conclusão
O título deve agradar tanto os fãs de games como diablo como aqueles que gostam de jogos de tiro em FPS. Com uma qualidade gráfica de primeira, uma jogabilidade arrasadora, audio e trilha sonora bem elaborados e uma história digna de aplausos Hellgate London é sem duvida um dos grandes títulos de 2007.
Relançamento
No dia 3 de junho de 2011 o jogo voltou novamente a rer multiplayer jogavel para público ocidental podendo ser baixado pelo site https://web.archive.org/web/20141109072923/http://hellgate.t3fun.com/
Atualmente é usado o sistema FREE 2 PLAY, sendo gratuito o uso.

## Recepção
| Publicação    | Nota   |
| ------------- | ------ |
| 1UP.com       | D+     |
| Bit-tech      | 7/10   |
| EGC Games     | 74/100 |
| Eurogamer     | 7/10   |
| GameDaily     | 7/10   |
| GamePro       | 60%    |
| GameSpot      | 7/10   |
| GameSpy       | 3/5    |
| GameTap       | 70%    |
| IGN           | 6.8/10 |
| PC Gamer (US) | 89/100 |
| PC Gamer (UK) | 73%    |
| X-Play        | 2/5    |

O jogo recebeu críticas razoáveis, com o Metacritic dando 71%, com base em 39 avaliações e o GameRankings com média de 70%, baseado em 42 reviews.
Aspectos positivos do jogo comentado por revisores incluem a sua história, descrita como "não totalmente original", mas "ainda muito agradável", e o visual geral do jogo.
Outros aspectos do jogo receberam recepção mista. Por exemplo, alguns comentadores chamaram o combate de agradável, com classes variadas, e elogiaram o "loot" (itens que o personagem pega ao derrotar monstros) e os aspectos customizáveis, enquanto outros revisores descreveram o combate como subdesenvolvido e monótono, com quests repetidas e escolhas de progressão limitadas.
Da mesma forma, a tecnologia do jogo recebeu críticas mistas. O componente "multiplayer" foi tanto elogiado como criticado, com alguns "bugs" (erros de programação), lentidão e falhas mencionadas.